# Prowincja Jülich-Kleve-Berg
Prowincja Jülich-Kleve-Berg (niem. Provinz Jülich-Kleve-Berg) – pruska prowincja istniejąca w latach 1815–1822, ze stolicą w Kolonii (Köln).
Powstała z połączenia ziem (księstw) i miast: Jülich, Kleve, Berg, Kolonia, leżących na pograniczu niemiecko-niderlandzkim. Dzieliła się na 3 rejencje: Düsseldorf, Kleve i Kolonia. Jedynym nadprezydentem prowincji był Friedrich zu Solms-Laubach.
W 1822 r. prowincje Jülich-Kleve-Berg i Wielkie Księstwo Nadrenii połączyły się, tworząc Prowincję Nadrenia ze stolicą w Koblencji.